# Albert Skira
Albert Skira, né le 10 août 1904 à Genève et mort le 14 septembre 1973 à Dully, est un éditeur d'art suisse.

## Biographie
Albert Skira, originaire d'Onsernone dans le Tessin, portait sur son acte de naissance le nom de Albert Schira mais lors de l'ouverture de sa première maison d'édition, à Lausanne en 1928, son nom est orthographié « Skira ». Il descend d'une famille de juifs espagnols qui avait fui les persécutions au XVIIe siècle pour s'installer en Suisse. Pour sa nouvelle maison d'édition, Albert Skira s'approche de Picasso, et cette rencontre débouche sur une collaboration avec l'illustration des Métamorphoses d'Ovide en 1931, soit trente eaux-fortes. Il récidive en 1932 avec Matisse pour les Poésies de Stéphane Mallarmé puis avec Dali pour Les Chants de Maldoror de Lautréamont en 1934 et les Bucoliques de Virgile par André Beaudin en 1936. Albert Skira se distingue notamment par "son génie de la mise en page".
Il lance alors sa propre revue d'art Minotaure La revue à tête de bête dont treize numéros se sont échelonnés de 1933 à 1939. Pour cette entreprise, Albert Skira s'associe au critique d'art Tériade. De 1944 à 1946, il publie l'hebdomadaire Labyrinthe puis la Psychologie de l'art d'André Malraux de 1947 à 1949 en trois volumes : Le Musée imaginaire (1947), Création artistique (1948) et Monnaie de l'absolu (1949). Il édite de nombreuses collections consacrées à l'histoire de la peinture : Trésors de la peinture française (1935-1951), Les Grands Siècles de la peinture française, Le Goût de notre temps, Les Sentiers de la création, L'Entrée du clown avec Jean Starobinski. Les années 1960 s'ouvrirent au monde avec Les trésors de l'Asie (1960), Les trésors du Monde (1962), Arts Idées  Histoire (1964).
Albert Skira fit un énorme travail de vulgarisation, faisant connaître au grand public, au gré de ses collections, les œuvres des maîtres, le style des Écoles et les trésors des hauts lieux de l'art. C'est surtout par l'invention du livre tout illustré en couleurs qu'Albert Skira conquit sa renommée mondiale.
Les artistes les plus célèbres de l'époque l'ont honoré de leur amitié : André Breton, André Malraux, Paul Éluard, Jacques Prévert, Louis Aragon, Eugène Ionesco, Pablo Picasso, Henri Matisse, Salvador Dalí, Alberto Giacometti. Il a publié en 1955 deux livres de Georges Bataille: Lascaux, ou la Naissance de l'art, et Manet.
Il fut marié à Rosabianca Venturi, décédée en 1999, et il est le père du peintre Pierre Skira.